# Встречный (фильм)
«Встре́чный» — советский художественный фильм о трудовой доблести ленинградских рабочих, выполнивших встречный план. Картина поставлена к пятнадцатой годовщине Октябрьской революции.
Вышел на экраны 7 ноября 1932 года. В картине впервые прозвучала ставшая знаменитой «Песня о встречном» («Нас утро встречает прохладой…») композитора Дмитрия Шостаковича на слова поэта Бориса Корнилова.

## Сюжет
Годы первой пятилетки. Рабочие Ленинградского металлического завода принимают на себя обязательство досрочно сконструировать и наладить выпуск первых советских гидравлических турбин повышенной мощности, необходимых для строительства гидроэлектростанций по плану ГОЭЛРО. Ответственная работа по обточке одной из турбин поручена беспартийному старому мастеру Семёну Бабченко. Заводчане торжественно отмечают завершение работы сменой Бабченко, однако в его работе обнаруживается брак, на что повлияла его пагубная привычка к алкоголю. Бабченко решает отказаться от водки перед работой, а его смена изготавливает новую деталь, которая вновь оказывается «запоротой». Как выясняется, на этот раз причиной брака стала прогнутая станина токарного станка. По этим недостаткам секретарь парткома созывает экстренное совещание, на которое врывается пьяный Бабченко с чёрным «знаменем позора», которое он сорвал со своего станка. После произошедшего скандала, на квартиру к Бабченко приходит секретарь парткома, который увещевает мастера вернуться к работе и ответственно взяться за дело, к чему привлечь призывает «заводскую гвардию» — старых мастеров. Бабченко внимает уговорам и организует старых мастеров для выполнения порученной работы. Они находят заброшенный станок и восстанавливают его, однако новая неприятность расстраивает их планы, когда рабочий Чуточкин находит в чертеже конструкторскую ошибку, которую ранее обнаружил инженер Скворцов, но утаил её, так как является скрытым противником Советской власти. Применение новаторского конструктивного решения данной проблемы позволяет преодолеть данную ошибку и изготовить необходимую турбину, которая успешно проходит контрольные испытания. Это радостное событие рабочие встречают на квартире Бабченко, приветствуя выполнение встречного плана, а последний поднимает тост: «За нового коммуниста Семёна Ивановича Бабченко».

## Создание
В январе 1932 года руководство «Союзкино» обратилось к ленинградским кинематографистам с предложением создать юбилейный фильм к пятнадцатой годовщине Октябрьской революции. В следующем месяце было получено согласие режиссёров Ф. Эрмлера и С. Юткевича на совместную постановку данной картины.
Как вспоминал Б. З. Шумяцкий, который в то время возглавлял Всесоюзное кинофотообъединение («Союзкино») в начале июня 1932 года он получил литературный текст «Встречного» — первого произведения в стиле киноистории заводов и фабрик. Шумяцкий продвигал создание сюжетных, занимательных фильмов основанных на актуальной советской тематике, что и увидел в возможности создания картины «Встречный». По замечаниям партийного деятеля сценарий в процессе работы неоднократно переделывался и в него вносились многочисленные изменения. Один из авторов сценария — Д. Дель (Л. С. Любашевский), работавший актёром Ленинградского ТЮЗа, вспоминал, что с предложением о создании сценария фильма к нему обратился С. И. Юткевич, идея которого им и Эрмлером уже была тщательно продумана, но они находились в некотором затруднении так как не могли изложить её языком драматургии. Окончательное редактирование сценария «Встречного» производилось на ходу, в процессе последующей работы над фильмом вплоть до его выхода на экран: «Тот, первый полученный мной сценарий, включал в себе будущий фильм плюс многое, от чего потом пришлось отказаться».
На первом заседании кинокомиссии был прочитан окончательно отредактированный и, после ряда поправок, принятый руководством «Союзкино» сценарий картины. В целом комиссия положительно отнеслась к сценарию, но сделала по нему ряд замечаний, к основным требованиям, которые предъявила к сценарию комиссия, было выражение большей правдивости и устранения линии противопоставления молодых работников завода «старикам», которые присутствовали в первоначальном сценарии, что по словам Шумяцкого давало отрыжку так называемой «агитпропфильмовщины». Картине оказывалась поддержка со стороны партийных и кинематографических органов: кинокомиссии ЦК, Ленинградского обкома, Ленсовета, Петроградского РК ВКП (б), а также администрации завода имени Сталина.
Приём фильма проходил 29 октября 1932 года после просмотра которого прозвучало несколько критических отзывов, но Шумяцкий, указав на несколько имеющихся по его мнению недостатков, выразил мнение, что фильм вполне удался.

## В ролях
- Владимир Гардин — Семён Иванович Бабченко, рабочий-турбинщик
- Мария Блюменталь-Тамарина — Бабчиха, жена Бабченко
- Татьяна Гурецкая — Катя
- Андрей Абрикосов — Павел Ильин, начальник цеха
- Борис Тенин — Вася, секретарь парткома завода
- Борис Пославский — Скворцов, инженер-вредитель
- Мария Потоцкая — мать Скворцова
- Леонид Алексеев — директор завода
- Николай Козловский — инженер Лазарев
- Владимир Сладкопевцев — Моргун
- Яков Гудкин — Яшка Чуточкин
- Николай Мичурин — мастер
- Пётр Алейников — Слепницин, молодой рабочий (нет в титрах)
- Степан Крылов — рабочий (нет в титрах)
- Зоя Фёдорова — жена Чуточкина (роль в окончательную версию картины не вошла)
- Николай Черкасов — постовой милиционер (нет в титрах)

## Съёмочная группа
- Авторы сценария: Лео Арнштам, Леонид Любашевский, Фридрих Эрмлер, Сергей Юткевич
- Режиссёры: Фридрих Эрмлер, Сергей Юткевич при участии Лео Арнштама
- Операторы: Александр Гинцбург, Жозеф Мартов, Владимир Рапопорт
- Художник-постановщик: Борис Дубровский-Эшке
- Композитор: Дмитрий Шостакович
- Художник-декоратор: И. Павлов, А. Ушин
- Звукооператоры: Илья Волк, Иван Дмитриев
- Директор картины: И. Черняк

## Критика
В критике отмечается, что в своих первых работах Фридрих Эрмлер, сам выходец из рабочей семьи создаёт положительные образы героев, словно выхваченных из повседневной жизни, однако при этом отражает и сложность их характеров со всеми их несовершенствами и проблемами. В. В. Потёмкина, которая называет советского режиссёра «флагманом реализма в киноискусстве» отмечает, что уже в его ранних картинах «чётко прослеживается реалистическая, условно-документальная стилистическая линия», а одним из таких его фильмов стала картина «Встречный» повествующая о слаженной работе заводской бригады над строительством турбины. Главный герой картины, пожилой рабочий Бабченко, в начале фильма показан не способным хорошо работать, но к финалу «перерождается» в настоящего профессионала своего дела, а враг и провокатор, терпит фиаско. В. И. Пудовкин после просмотра этой картины выделил следующий посыл картины: «Человек строит турбину, а турбина перестраивает его». Советская критика отмечала, что в этом фильме режиссёрам удалось передать современность «в органическом единстве человеческих характеров, производственной среды, рабочего быта и поэзии созидания». В. В. Потёмкина отмечая, что образ центрального героя ленты «отличается целостностью, правдивостью, лишён искусственной надуманности» писала:
Это исторически конкретный характер — выразительный, живой, социально точный. Сюжет представляет собой связку различных жизненных ситуаций, его логика соответствует логике действий персонажей. Живое наблюдение вкупе с идеологической оценкой — то, что использует в данном случае режиссёр.
Американский теоретик кино Джон Лоусон, отмечая, что «Встречный» оказал значительное влияние на последующее советское кино писал, что в фильме предпринята попытка исследовать психологические особенности характера советских рабочих и инженеров, однако это нельзя признать полностью достигнутым, так как ему не хватает единства в результате стилистической распылённости, детализации в поведении персонажей, чтобы отобразить всю глубину их характеров. По мнению киноведа Петра Багрова, с этого фильма ведётся отсчёт социалистического реализма в советском кино. При этом в фильме отсутствует ряд присущих Эрмлеру качеств, к которым можно отнести политическую страстность, психологическую глубину, и склонность к некоторому натуралистическому эпатажу, что особенно бросается в глаза, если сравнивать эту картину со следующей его работой — фильмом «Крестьяне» (1935).